# Xavier Jacquelart
Xavier Jacquelart, né à Louvain le 15 janvier 1767, et mort à Bruxelles le 19 novembre 1856, est un jurisconsulte et professeur à l'ancienne université de Louvain ainsi qu'à l'Université d'État de Louvain.

## Biographie
Après avoir terminé ses humanités au "Collège de la Sainte-Trinité" à Louvain, il commença à étudier la philosophie à la Pédagogie du Porc de l'Université, il devint "magister artium" en 1786 et continua ses études à la Faculté des deux Droits d'où il sortit licencié en 1786.
Il devint ensuite professeur de droit dans cette même faculté.
Après la suppression de l'Université de Louvain en 1797, il devint professeur à l'École de Droit de l'Université impériale à Bruxelles et ensuite professeur à la faculté de droit de l'Université d'État de Louvain.
Xavier Jacquelart qui habitait rue Royale à Bruxelles, fut le dernier propriétaire privé du 12, rue de la Loi, ancien hôtel Walckiers, qui est devenu au XXIe siècle l'hôtel des Finances, résidence des ministres des finances.
Xavier Jacquelart était libéral et joséphiste.
Jacquelart fut le dernier professeur de l'ancienne université de Louvain encore en vie en 1856.
Jacquelart avait épousé Anne van Dormael qui lui avait donné une fille Virginie.